# François Trottier
François Trottier est un acteur français né à Paris le 7 mars 1947.

## Biographie
Il a commencé sa carrière en 1969 à l'émission La Rentrée des années 60.

## Filmographie
- 2005 : The Passenger : Tanner
- 2002 : Le Raid : le pilote
- 2001 : Tribu.com : François Thériault
- 1998 : Réseaux : Robert Lizotte
- 1995 : Les grands procès : Jean Nadeau
- 1991 : Marilyn
- 1988 : La Maison Deschênes : Éric Béjart
- 1982 : Scandale : Claude
- 1980-1983 : Marisol